# Ariphrades plumigera
Ariphrades plumigera là một loài bướm đêm trong họ Erebidae.